# Matriark
En matriark er en stammoder til en klan, stamme eller folk.
I Biblen er Israels fire matriarker Lea, Rakel, Bilha og Zilpa.[kilde mangler]
Patriarken Abrahams hustru, Sara er den første af matriarkerne.